# Liste des maires de Bayeux
La liste des maires de Bayeux présente la liste des maires de la commune française de Bayeux, située dans le département du Calvados en région Normandie.

## L'Hôtel de ville

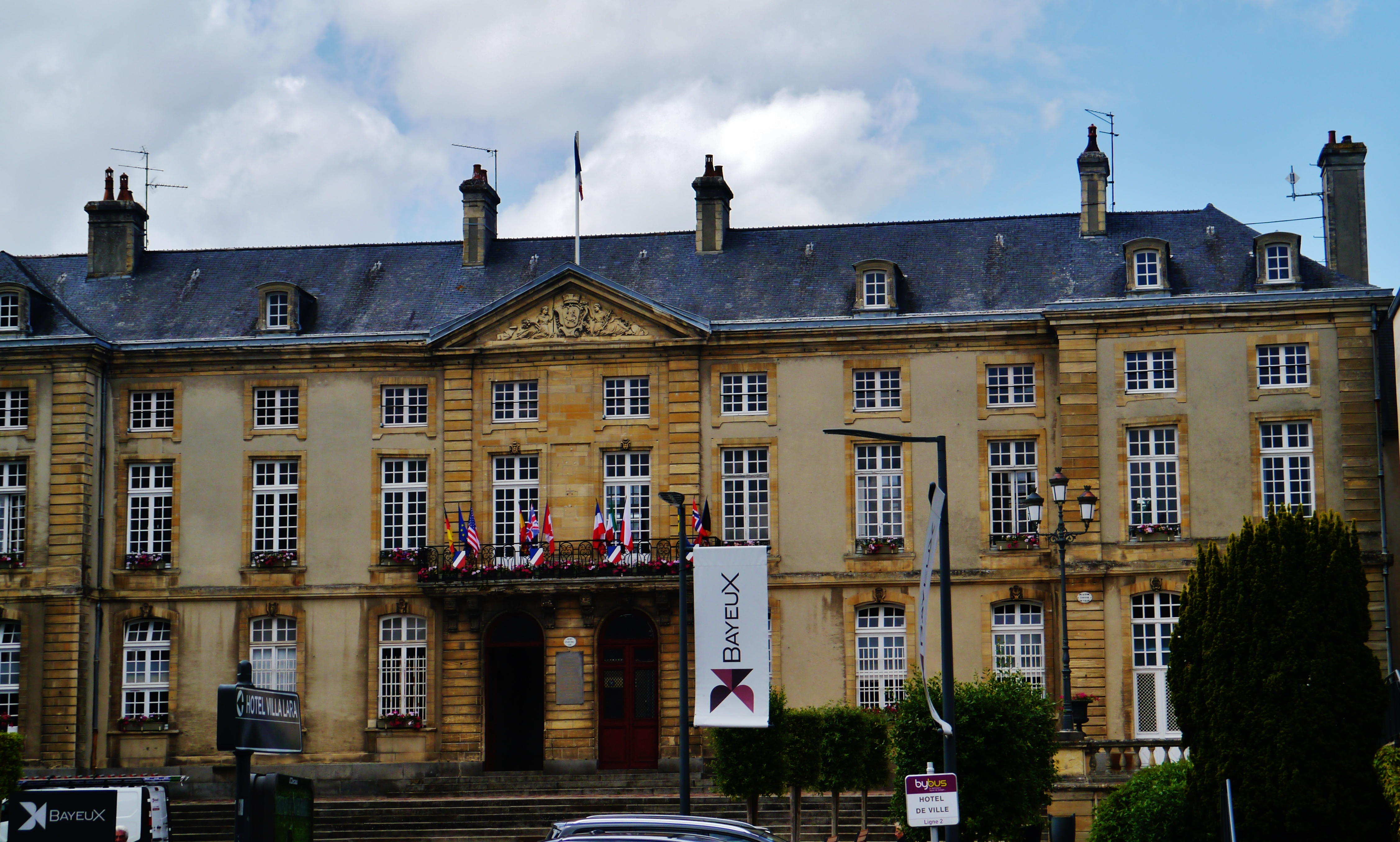
L'Hôtel de ville en 2019.

## Liste des maires

### Entre 1790 et 1945
| Période                                  | Période            | Identité                                    | Étiquette | Qualité                                                                   |
| ---------------------------------------- | ------------------ | ------------------------------------------- | --------- | ------------------------------------------------------------------------- |
| 1790                                     | 1791               | Joseph-Dominique de Cheylus                 |           | Évêque de Bayeux                                                          |
| ca. 1792                                 |                    | Jean-François Leroy                         |           | Homme de loi, administrateur du district Député du Calvados (1791 → 1792) |
| Les données manquantes sont à compléter. |                    |                                             |           |                                                                           |
| 20 avril 1797                            | 10 avril 1798      | Marc-Antoine Chardon                        |           |                                                                           |
| 18 avril 1798                            | 8 septembre 1800   | Pierre Basley                               |           |                                                                           |
| 10 septembre 1800                        | 8 juin 1801        | Henry Geoffroy Cyrus de Bricqueville        |           |                                                                           |
| 8 juin 1801                              | 4 novembre 1805    | Jean-François Le Roy                        |           |                                                                           |
| 4 novembre 1805                          | 5 novembre 1811    | Antoine-Marc Genas-Duhomme (1757-1845)      |           | Ancien procureur du roi au bailliage de Bayeux, sous-préfet de Vire       |
| 9 avril 1812                             | 7 août 1830        | Noël-Corentin Conseil (1775-1844)           |           | Ancien maire de Vaucelles                                                 |
| 5 septembre 1830                         | 16 novembre 1836   | Jacques-Théodore Le Tellier                 |           | Conseiller d'arrondissement (1833 → 1836)                                 |
| 14 février 1838                          | 18 avril 1838      | Victor Faucon de la Londe                   |           |                                                                           |
| 3 septembre 1838                         | 21 septembre 1870  | Auguste Gauquelin des Pallières (1794-1870) |           | Médecin                                                                   |
| 28 septembre 1870                        | 10 février 1875    | Urbain-Abel Marc                            |           | Notaire                                                                   |
| 24 février 1875                          | 15 mai 1892        | Louis-Eugène Niobey (1807-1895)             | Droite    | Notaire Conseiller général de Bayeux (1860 → 1895)                        |
| 15 mai 1892                              | 20 mai 1900        | Cyrus-Amédée Pain                           |           |                                                                           |
| 20 mai 1900                              | 15 mai 1904        | Achille-Frédéric Lamy (1842-1917)           |           | Avocat Chevalier de la Légion d'honneur (1901)                            |
| 15 mai 1904                              | avril 1916 (décès) | Henry-Pierre Delmas (1846-1916)             |           | Ancien sous-préfet                                                        |
| 1916                                     | 1919               | Charles Garnier (1852-1932)                 |           | Avocat, docteur en droit 1er adjoint, maire par intérim                   |
| 1920                                     | mai 1929           | Charles Ernult (1876-1950)                  |           | Notaire Chevalier de la Légion d'honneur                                  |
| mai 1929                                 | mai 1945           | Élie Dodeman (1873-1960)                    | URD-PDP   | Avocat Conseiller général de Bayeux (1931 → 1940)                         |

### Depuis 1945
Depuis l'après-guerre, quatre maires se sont succédé à la tête de la commune.
| Période           | Période                    | Identité                       | Étiquette                     | Qualité |
| ----------------- | -------------------------- | ------------------------------ | ----------------------------- | --- |
| mai 1945          | 14 août 1973 (démission)   | Henry Jeanne (1901-1973)       | RPF puis RS puis UNR puis UDR | Chirurgien puis médecin-chef à l'hôpital de Bayeux Conseiller général de Bayeux (1945 → 1973) |
| 14 septembre 1973 | 18 juin 1995               | Jean Le Carpentier (1920-2006) | DVD puis UDF-PR puis RPR      | Agent général d'assurance puis expert foncier Conseiller général de Bayeux (1973 → 1979 et 1985 → 1998) Réélu en 1977, 1983 et 1989 |
| 18 juin 1995      | 5 juillet 2001 (démission) | Jean-Léonce Dupont             | UDF (PRIL)                    | Directeur d'école de commerce international Sénateur du Calvados (1998 → 2017) Conseiller général de Bayeux (1998 → 2015) 1er vice-président du conseil général (2001 → 2011) Président de Bayeux Intercom (1993 → 2000) Réélu en 2001 |
| 5 juillet 2001    | en cours                   | Patrick Gomont (1960- )        | UDF puis NC puis LC-UDI       | Expert-comptable Conseiller régional de Normandie (2015 → ) Vice-président du conseil régional de Normandie (2018 → ) Président de Bayeux Intercom (2008 → ) Réélu en 2008, 2014 et 2020                                               |

## Conseil municipal actuel
Les 33 sièges composant le conseil municipal ont été pourvus le 15 mars 2020 lors du premier tour de scrutin. Actuellement, il est réparti comme suit : 

## Résultats des élections municipales

### Élection municipale de 2020
|                                                 | Patrick Gomont *         | DVD                      | 2 216 | 63,89  | 28 | 23 |  |  |
| Bayeux : un temps pour elle, un temps pour vous |                          |                          | 2 216 | 63,89  | 28 | 23 |  |  |
|                                                 | Matthieu Frison          | ECO                      | 876   | 25,25  | 4  | 3  |  |  |
| Bayeux demain                                   |                          |                          | 876   | 25,25  | 4  | 3  |  |  |
|                                                 | Philippe Chapron         | RN                       | 376   | 10,84  | 1  | 1  |  |  |
| Rassemblement pour Bayeux                       |                          |                          | 376   | 10,84  | 1  | 1  |  |  |
|                                                 |                          |                          |       |        |    |    |  |  |
| Exprimés                                        | Exprimés                 | Exprimés                 | 3 468 | 97,42  |    |    |  |  |
| Votes blancs                                    | Votes blancs             | Votes blancs             | 43    | 1,21   |    |    |  |  |
| Votes nuls                                      | Votes nuls               | Votes nuls               | 49    | 1,38   |    |    |  |  |
| Total                                           | Total                    | Total                    | 3 560 | 100,00 | 33 | 27 |  |  |
| Abstentions                                     | Abstentions              | Abstentions              | 6 211 | 63,57  |    |    |  |  |
| Inscrits / participation                        | Inscrits / participation | Inscrits / participation | 9 771 | 36,43  |    |    |  |  |
| * Liste du maire sortant                        |                          |                          |       |        |    |    |  |  |

### Élection municipale de 2014
|                          | Patrick Gomont *   | DVD            | 3 539 | 63,28  | 28 | 18 |  |  |
| Bayeux dans les yeux     |                    |                | 3 539 | 63,28  | 28 | 18 |  |  |
|                          | Jean-Marie Séronie | DVG            | 1 419 | 25,37  | 4  | 2  |  |  |
| Bayeux c'est vous        |                    |                | 1 419 | 25,37  | 4  | 2  |  |  |
|                          | Serge Michelini    | FN             | 634   | 11,33  | 1  | 1  |  |  |
| Bayeux bleu Marine       |                    |                | 634   | 11,33  | 1  | 1  |  |  |
|                          |                    |                |       |        |    |    |  |  |
| Inscrits                 | Inscrits           | Inscrits       | 9 571 | 100,00 |    |    |  |  |
| Abstentions              | Abstentions        | Abstentions    | 3 763 | 39,32  |    |    |  |  |
| Votants                  | Votants            | Votants        | 5 808 | 60,68  |    |    |  |  |
| Blancs et nuls           | Blancs et nuls     | Blancs et nuls | 216   | 3,72   |    |    |  |  |
| Exprimés                 | Exprimés           | Exprimés       | 5 592 | 96,28  |    |    |  |  |
| * Liste du maire sortant |                    |                |       |        |    |    |  |  |

### Élection municipale de 2008
|                          | Patrick Gomont * | DVD-UMP-NC-MoDem | 3 547 | 61,04  | 27 |  |  |  |
| Sincèrement Bayeux       |                  |                  | 3 547 | 61,04  | 27 |  |  |  |
|                          | Philippe Bonneau | PS-PCF-DVG (UG)  | 2 264 | 38,96  | 6  |  |  |  |
| Bayeux au coeur          |                  |                  | 2 264 | 38,96  | 6  |  |  |  |
|                          |                  |                  |       |        |    |  |  |  |
| Inscrits                 | Inscrits         | Inscrits         | 9 655 | 100,00 |    |  |  |  |
| Abstentions              | Abstentions      | Abstentions      | 3 594 | 37,22  |    |  |  |  |
| Votants                  | Votants          | Votants          | 6 061 | 62,78  |    |  |  |  |
| Blancs ou nuls           | Blancs ou nuls   | Blancs ou nuls   | 250   | 4,12   |    |  |  |  |
| Exprimés                 | Exprimés         | Exprimés         | 5 811 | 95,88  |    |  |  |  |
| * Liste du maire sortant |                  |                  |       |        |    |  |  |  |

### Élection municipale de 2001
|                            | Jean-Léonce Dupont * | UDF-RPR (UD)       | 3 472 | 66,59  | 28 |  |  |  |
| Continuons d'agir ensemble |                      |                    | 3 472 | 66,59  | 28 |  |  |  |
|                            | Antoine Bort         | PS-PCF-LV (G. pl.) | 1 742 | 33,41  | 5  |  |  |  |
| Bayeux, l'avenir autrement |                      |                    | 1 742 | 33,41  | 5  |  |  |  |
|                            |                      |                    |       |        |    |  |  |  |
| Inscrits                   | Inscrits             | Inscrits           | 9 708 | 100,00 |    |  |  |  |
| Abstentions                | Abstentions          | Abstentions        | 4 233 | 43,60  |    |  |  |  |
| Votants                    | Votants              | Votants            | 5 475 | 56,40  |    |  |  |  |
| Blancs ou nuls             | Blancs ou nuls       | Blancs ou nuls     | 261   | 4,77   |    |  |  |  |
| Exprimés                   | Exprimés             | Exprimés           | 5 214 | 95,23  |    |  |  |  |
| * Liste du maire sortant   |                      |                    |       |        |    |  |  |  |

### Élection municipale de 1995
| Tête de liste                                | Tête de liste      | Liste            | Premier tour | Premier tour | Second tour | Second tour | Sièges | Sièges |
| Tête de liste                                | Tête de liste      | Liste            | Voix         | %            | Voix        | %           | CM     |        |
| -------------------------------------------- | ------------------ | ---------------- | ------------ | ------------ | ----------- | ----------- | ------ | ------ |
|                                              | Jean-Léonce Dupont | UDF-RPR-DVD (UD) | 2 669        | 46,57        | 2 652       | 46,44       | 25     |        |
| Tous unis pour l'avenir de Bayeux            |                    |                  | 2 669        | 46,57        | 2 652       | 46,44       | 25     |        |
|                                              | Daniel Gouth       | LV-PS-PCF (UG)   | 1 699        | 29,65        | 1 854       | 32,46       | 5      |        |
| Agir ensemble pour Bayeux                    |                    |                  | 1 699        | 29,65        | 1 854       | 32,46       | 5      |        |
|                                              | Huguette Brillaud  | DVD-RPR          | 1 363        | 23,78        | 1 205       | 21,10       | 3      |        |
| Dans l'indépendance pour l'intérêt de Bayeux |                    |                  | 1 363        | 23,78        | 1 205       | 21,10       | 3      |        |
|                                              |                    |                  |              |              |             |             |        |        |
| Inscrits                                     | Inscrits           | Inscrits         | 10 214       | 100,00       | 10 214      | 100,00      |        |        |
| Abstentions                                  | Abstentions        | Abstentions      | 4 264        | 41,75        | 4 327       | 42,36       |        |        |
| Votants                                      | Votants            | Votants          | 5 950        | 58,25        | 5 887       | 57,63       |        |        |
| Blancs ou nuls                               | Blancs ou nuls     | Blancs ou nuls   | 219          | 3,68         | 176         | 2,99        |        |        |
| Exprimés                                     | Exprimés           | Exprimés         | 5 731        | 96,32        | 5 711       | 97,01       |        |        |

### Élection municipale de 1989
|                                                                                | Jean Le Carpentier * | RPR-UDF-DVD (Un. d.) | 3 756 | 61,00  | 27 |  |  |  |
| Union pour l'avenir de Bayeux                                                  |                      |                      | 3 756 | 61,00  | 27 |  |  |  |
|                                                                                | Jean-Pierre Kéruzoré | PS                   | 1 875 | 30,45  | 5  |  |  |  |
| Liste d'initiatives bayeusaines engagée pour la région de tourisme et l'emploi |                      |                      | 1 875 | 30,45  | 5  |  |  |  |
|                                                                                | Étienne Audineau     | PCF                  | 526   | 8,54   | 1  |  |  |  |
| Liste de rassemblement de gauche                                               |                      |                      | 526   | 8,54   | 1  |  |  |  |
|                                                                                |                      |                      |       |        |    |  |  |  |
| Inscrits                                                                       | Inscrits             | Inscrits             | 9 558 | 100,00 |    |  |  |  |
| Abstentions                                                                    | Abstentions          | Abstentions          | 3 193 | 33,40  |    |  |  |  |
| Votants                                                                        | Votants              | Votants              | 6 365 | 66,59  |    |  |  |  |
| Nuls                                                                           | Nuls                 | Nuls                 | 208   | 2,17   |    |  |  |  |
| Exprimés                                                                       | Exprimés             | Exprimés             | 6 157 | 64,42  |    |  |  |  |
| * Liste du maire sortant                                                       |                      |                      |       |        |    |  |  |  |

### Élection municipale de 1983
|                                                      | Jean Le Carpentier * | RPR-UDF-DVD (Un. opp.) | 4 236 | 63,82  | 27 |  |  |  |
| Liste d'action municipale et de défense des libertés |                      |                        | 4 236 | 63,82  | 27 |  |  |  |
|                                                      | Charles Bail         | PS-PCF-DVG (Un. g.)    | 2 401 | 36,18  | 6  |  |  |  |
| Bayeux Majorité, pour Bayeux la gauche unie          |                      |                        | 2 401 | 36,18  | 6  |  |  |  |
|                                                      |                      |                        |       |        |    |  |  |  |
| Inscrits                                             | Inscrits             | Inscrits               | 9 564 | 100,00 |    |  |  |  |
| Abstentions                                          | Abstentions          | Abstentions            | 2 698 | 28,21  |    |  |  |  |
| Votants                                              | Votants              | Votants                | 6 866 | 71,79  |    |  |  |  |
| Nuls                                                 | Nuls                 | Nuls                   | 229   | 2,39   |    |  |  |  |
| Exprimés                                             | Exprimés             | Exprimés               | 6 637 | 69,39  |    |  |  |  |
| * Liste du maire sortant                             |                      |                        |       |        |    |  |  |  |

### Élection municipale de 1977
| Tête de liste                                        | Tête de liste        | Liste           | Premier tour | Premier tour | Second tour | Second tour | Sièges    | Sièges |
| Tête de liste                                        | Tête de liste        | Liste           | Voix         | %            | Voix        | %           | CM        |        |
| ---------------------------------------------------- | -------------------- | --------------- | ------------ | ------------ | ----------- | ----------- | --------- | ------ |
|                                                      | Jean Le Carpentier * | RI-Mod. (Maj.)  | 2 986        | 47,10        | 4 653       | 76,39       | 26 (5/21) |        |
| Liste d'action pour l'expansion équilibrée de Bayeux |                      |                 | 2 986        | 47,10        | 4 653       | 76,39       | 26 (5/21) |        |
|                                                      | Étienne Audineau     | PCF-PS (Un. g.) | 1 942        | 30,63        | 2 490       | 40,88       | 1 (0/1)   |        |
| Liste d'union de la gauche                           |                      |                 | 1 942        | 30,63        | 2 490       | 40,88       | 1 (0/1)   |        |
|                                                      | Robert Métais        | Mod. maj.       | 1 166        | 18,39        |             |             | 0         |        |
| Union pour une démocratie municipale et sociale      |                      |                 | 1 166        | 18,39        |             |             | 0         |        |
|                                                      |                      |                 |              |              |             |             |           |        |
| Inscrits                                             | Inscrits             | Inscrits        | 8 914        | 100,00       | 8 914       | 100,00      |           |        |
| Abstentions                                          | Abstentions          | Abstentions     | 2 318        | 26,00        | 2 602       | 29,19       |           |        |
| Votants                                              | Votants              | Votants         | 6 596        | 74,00        | 6 312       | 70,81       |           |        |
| Exprimés                                             | Exprimés             | Exprimés        | 6 339        | 71,11        | 6 091       | 68,33       |           |        |
| * Liste du maire sortant                             |                      |                 |              |              |             |             |           |        |

### Élection municipale de 1971
| Tête de liste                                                                             | Tête de liste  | Liste           | Premier tour | Premier tour | Second tour | Second tour | Sièges     | Sièges |
| Tête de liste                                                                             | Tête de liste  | Liste           | Voix         | %            | Voix        | %           | CM         |        |
| ----------------------------------------------------------------------------------------- | -------------- | --------------- | ------------ | ------------ | ----------- | ----------- | ---------- | ------ |
|                                                                                           | Henry Jeanne * | UDR-Mod. (Maj.) | 2 501        | 49,73        | 2 060       | 41,37       | 25 (12/13) |        |
| Liste de défense des intérêts municipaux                                                  |                |                 | 2 501        | 49,73        | 2 060       | 41,37       | 25 (12/13) |        |
|                                                                                           | Charles Osouf  | DVG-PCF         | 1 401        | 27,86        | 1 822       | 36,59       | 2 (0/2)    |        |
| Liste d'union républicaine pour une gestion démocratique et moderne de la ville de Bayeux |                |                 | 1 401        | 27,86        | 1 822       | 36,59       | 2 (0/2)    |        |
|                                                                                           | Michel Allaix  | Mod.-Centr.     | 880          | 17,50        | 815         | 16,37       | 0 (0/0)    |        |
| Liste Allaix                                                                              |                |                 | 880          | 17,50        | 815         | 16,37       | 0 (0/0)    |        |
|                                                                                           |                |                 |              |              |             |             |            |        |
| Inscrits                                                                                  | Inscrits       | Inscrits        | 7 283        | 100,00       | 7 283       | 100,00      |            |        |
| Abstentions                                                                               | Abstentions    | Abstentions     | 2 045        | 28,08        | 2 175       | 29,86       |            |        |
| Votants                                                                                   | Votants        | Votants         | 5 238        | 71,92        | 5 108       | 70,13       |            |        |
| Exprimés                                                                                  | Exprimés       | Exprimés        | 5 029        | 69,05        | 4 979       | 68,36       |            |        |
| * Liste du maire sortant                                                                  |                |                 |              |              |             |             |            |        |